# Ebrié jezik
Ebrié jezik (ISO 639-3: ebr), nigersko-kongoanski jezik iz Obale Bjelokosti, kojim govori oko 75 900 ljui (1988 popis) u 57 sela u departmanu Abidjan. Nije srodan susjednim jezicima koji se govore u njegovoj blizini. Zajedno s jezikom mbato [gwa] čini podskupinu potou, šira skupina potou-tano.
Piše se latinicom, u upotrebi je i francuski [fra]

## Vanjske poveznice
- Ethnologue (14th)
- Ethnologue (15th)